# يان إيرليتش
يان إيرليتش (بالبولندية: Jan Erlich)‏ هو لاعب كرة قدم بولندي في مركز الوسط، ولد في 9 يناير 1947 في غدينيا في بولندا، وتوفي في 3 يونيو 1998. شارك مع منتخب بولندا لكرة القدم. أما مع النوادي، فقد لعب مع أركا غدينيا وليخيا غدانسك وليغيا وارسو.

## وصلات خارجية
- يان إيرليتش على موقع قاعدة بيانات كرة القدم.إي يو (الإنجليزية)
- يان إيرليتش على موقع ناشيونال فوتبول تيمز (الإنجليزية)
- يان إيرليتش على موقع عالم كرة القدم.نت (الإنجليزية)